# George Klir

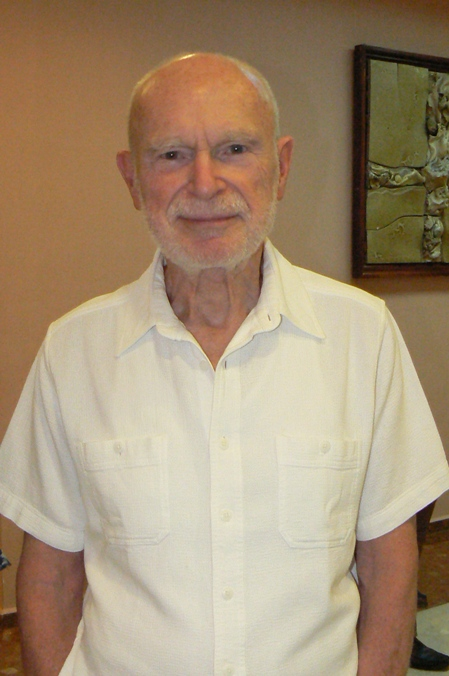
Professor Klir on IEEE Conference "Intelligent Systems" '08, Varna, Bulgaria.

George J. Klir (Praag, 22 april 1932 – Binghamton, 27 mei 2016) was een Tsjechisch-Amerikaans computerwetenschapper, en professor systeemwetenschappen bij het Center for Intelligent Systems aan de Binghamton University in New York.
Klir is bekend geworden als een van de grondleggers van de wiskundige systeemtheorie. Hij overleed in 2016 op 84-jarige leeftijd.

## Publicaties
Klir schreef circa 16 boeken en meer dan driehonderd artikelen: Een overzicht:
- 1967, Cybernetic Modelling, Iliffe, London.
- 1969, An Approach to General Systems Theory, Van Nostrand Reinhold, New York.
- 1972, Trends in General Systems Theory, (red.) 462 pp.
- 1979, Methodology in Systems Modelling and Simulation, met B. P. Zeigler, M. S. Elzas, and T. I. Oren (ed.), Noord-Holland, Amsterdam.
- 1978, Applied General Systems Research, (red.), Plenum Press, New York.
- 1985, Architecture of Systems Problem Solving, met D. Elias, Plenum Press, New York, 354 pp.
- 1988, Fuzzy Sets, Uncertainty and Information, met T. Folger, Prentice Hall.
- 1991, Facets of Systems Science, Plenum Press, New York, 748 pp.
- 1992, Fuzzy Measure Theory, met Zhenyuan Wang, Plenum Press, New York, 1991.
- 1995, Fuzzy Sets and Fuzzy Logic: Theory and Applications, met Bo Yuan, Prentice Hall, 592 pp.
- 1996, Fuzzy Sets, Fuzzy Logic, and Fuzzy Systems, met Lotfi Asker Zadeh (author) & Bo Yuan (ed.), Selected Papers, 840 pp.
- 1997, Fuzzy Set Theory: Foundations and Applications, met U. St. Clair and B. Yuan, Prentice Hall, 257 pp.
- 1998, Uncertainty-Based Information: Elements of Generalized Information Theory, met M. Wierman, Springer Verlag, Heidelberg.
- 2000, Fuzzy Sets: An Overview of Fundamentals and Personal Views, Beijing Normal University Press, Beijing.
- 2005, Uncertainty and Information: Foundations of Generalized Information Theory, John Wiley, Hoboken, NJ, 499 pp.